# Ustanovitelj
Ustanovitelj je pravna ali fizična oseba, ki s svojim ukrepanjem in dejanji naredi vse potrebno, da neka nova skupnost ali gibanje prične obstajati in delovati. Izstopajoče značilnosti ustanoviteljev so zagotovo sposobnost organiziranja in vodenja ter vizionarstvo.